# Sonchus hydrophilus
Sonchus hydrophilus là một loài thực vật có hoa trong họ Cúc. Loài này được Boulos miêu tả khoa học đầu tiên năm 1965.